# Klaus Münster
Klaus Münster (Bad Köstritz, 3 settembre 1935) è un attore e doppiatore tedesco.

## Filmografia

### Cinema
- Der Bauer als Millionär - regia di Rudolf Steinboeck (1961)
- Adolescenza porno (Schulmädchen-Report 7. Teil - Doch das Herz muß dabei sein) - regia di Ernst Hofbauer (1974)
- Vite sospese (Shining Through) - regia di David Seltzer (1992)
- Das Zimmer im Spiegel - regia di Rudi Gaul (2009)
- 4 Tage im Mai - regia di Achim von Borries (2011)

### Televisione
- Das alte Hotel - serie TV (1 episodio) (1963)
- Förster Horn - serie TV (1 episodio) (1966)
- Landarzt Dr. Brock - serie TV (5 episodi) (1967)
- L'ispettore Derrick (Derrick) - serie TV (3 episodi) (1976-1980)
- Il commissario Köster (Der Alte) - serie TV (1 episodio) (1978)
- Der Androjäger - serie TV (1 episodio) (1983)
- La casa del guardaboschi (Forsthaus Falkenau) - serie TV (1989-1991)
- Herzflimmern – Die Klinik am See - serie TV (2011)
- Soko 5113 - serie TV (1 episodio) (2012)
- Tempesta d'amore (Sturm der Liebe) - serie TV (2013)
- München 7 - serie TV (2013)

## Doppiaggio

### Film
- Eric Sykes in Harry Potter e il calice di fuoco
- Ray Henwood in Lo Hobbit - La desolazione di Smaug
- Alan Beck in Io prima di te

### Film d'animazione
- Winky in Le avventure di Ichabod e Mr. Toad
- Nonno di Fio in Porco Rosso

### Serie televisive
- Ivan Dixon in Gli eroi di Hogan

### Serie televisive d'animazione
- Jasper in I Simpson
- Squirtle in Pokémon
- Dr. FranXX in  Darling in the Franxx